# Lescheraines
Lescheraines är en kommun i departementet Savoie i regionen Auvergne-Rhône-Alpes i sydöstra Frankrike. Kommunen ligger i kantonen Le Châtelard som tillhör arrondissementet Chambéry. År 2022 hade Lescheraines 798 invånare.

## Befolkningsutveckling
Antalet invånare i kommunen Lescheraines
| Referens: INSEE |